# Copris yangi
Copris yangi là một loài bọ cánh cứng trong họ Bọ hung (Scarabaeidae).